# Botho zu Eulenburg
Grev Botho zu Eulenburg (31. juli 1831 - 5. februar 1912) var en preussisk statsmand. Som indenrigsminister under Bismarck igangsatte han en række antisocialistiske love i 1878.
Han var Preussens ministerpræsident 1892-94.